# Tinodes cascadius
Tinodes cascadius là một loài Trichoptera trong họ Psychomyiidae. Chúng phân bố ở miền Tân bắc.